# Dragu
Dragu es una comuna ubicada en el distrito de Sălaj, Rumania.

## Superficie
Posee una superficie de 87,91 kilómetros cuadrados.

## Demografía
Hasta 2021 la población era de 1559 habitantes, con una densidad de población de 17,73 habitantes por kilómetro cuadrado.